# Parque nacional Monte Pinbarren
Monte Pinbarren es un parque nacional en Queensland (Australia), ubicado a 129 km al norte de Brisbane (Australia)

## Datos
- Área: 0,23 km²
- Coordenadas: 26°19′12″S 152°51′15″E / -26.32000, 152.85417
- Fecha de Creación: 1929
- Administración: Servicio para la Vida Salvaje de Queensland
- Categoría IUCN: II

Véase también:
- Zonas protegidas de Queensland

- Datos: Q212025